# Dekanat jarosławski centralny
Dekanat jarosławski centralny – jeden z 10 dekanatów eparchii jarosławskiej Rosyjskiego Kościoła Prawosławnego. W jego skład wchodzi 18 parafii. 

## Lista parafii
| Lp. | Parafia                                             | Uwagi | Zdjęcie |
| --- | --------------------------------------------------- | --- | ------- |
| 1   | Parafia Zaśnięcia Matki Bożej                       | Sobór katedralny eparchii jarosławskiej                                                                        |         |
| 2   | Parafia Wspomnienia Świętych Drzew Krzyża Pańskiego | |         |
| 3   | Parafia św. Michała Archanioła                      | Parafia wojskowa                                                                                               |         |
| 4   | Parafia Objawienia Pańskiego                        | Cerkiew pełni funkcje sakralne, jednak pozostaje własnością muzeum historii, architektury i sztuki Jarosławia  |         |
| 5   | Parafia św. Dymitra Sołuńskiego                     | Główna świątynia połączona z cerkwią Pochwały Matki Bożej.                                                     |         |
| 6   | Parafia św. Mikołaja                                | W sąsiedztwie cerkiew Tichwińskiej Ikony Matki Bożej                                                           |         |
| 7   | Parafia św. Nikity                                  | |         |
| 8   | Parafia św. Leoncjusza                              | |         |
| 9   | Parafia św. Paraskiewy                              | |         |
| 10  | Parafia Podwyższenia Krzyża Pańskiego               | |         |
| 11  | Parafia Wniebowstąpienia Pańskiego                  | cerkiew filialna Zwiastowania                                                                                  |         |
| 12  | Parafia Spotkania Pańskiego                         | |         |
| 13  | Parafia Ikony Matki Bożej „Znak”                    | |         |
| 14  | Parafia Wniebowstąpienia Pańskiego                  | filialna cerkiew Spotkania Pańskiego                                                                           |         |
| 15  | Parafia św. Eliasza                                 | Cerkiew pełni funkcje sakralne, jednak pozostaje własnością muzeum historii, architektury i sztuki Jarosławia. |         |
| 16  | Parafia Narodzenia Pańskiego                        | Cerkiew pełni funkcje sakralne, jednak pozostaje własnością muzeum historii, architektury i sztuki Jarosławia  |         |
| 17  | Parafia św. Mikołaja                                | Cerkiew pełni funkcje sakralne, jednak pozostaje własnością muzeum historii, architektury i sztuki Jarosławia  |         |
| 18  | Parafia św. Piotra                                  | |         |